# Monte San Giacomo
Monte San Giacomo is een gemeente in de Italiaanse provincie Salerno (regio Campanië) en telt 1697 inwoners (31-12-2004). De oppervlakte bedraagt 51,4 km², de bevolkingsdichtheid is 33 inwoners per km².

## Demografie
Monte San Giacomo telt ongeveer 636 huishoudens. Het aantal inwoners daalde in de periode 1991-2001 met 18,0% volgens cijfers uit de tienjaarlijkse volkstellingen van ISTAT.
| Jaar | Inwoneraantal |
| ---- | ------------- |
| 1991 | 2050          |
| 2001 | 1682          |

## Geografie
Monte San Giacomo grenst aan de volgende gemeenten: Piaggine, Sanza, Sassano, Teggiano.